# Louise Lehzen
Johanna Clara Louise Lehzen (3 tháng 10 năm 1784 - 9 tháng 9 năm 1870), còn được biết đến là Nữ Nam tước Louise Lehzen, là một giáo sư và sau đó trở thành bạn tâm giao với Nữ vương Victoria của Anh.
Là con gái của một mục sư Luther ở Hannover, năm 1819, Lehzen nhập cung làm việc cho Công tước xứ Kent, con trai thứ tư của Quốc vương George III. Năm năm sau đó, Lehzen được bổ nhiệm làm giáo sư cho đứa con duy nhất của Công tước là Alexandrina Victoria. Victoria đứng thứ hai trong hàng kế vị ngai vàng Anh năm 1827.
Việc giáo dục của Victoria bị ảnh hưởng bởi Hệ thống Kensington, được tạo ra bởi Bà Công tước xứ Kent góa phụ và quản gia, Sir John Conroy. Lehzen kiên quyết bảo vệ cho Victoria khỏi chế độ giáo dục hà khắc của hệ thống Kensington và khuyến khích Victoria bản lĩnh, thông tuệ và độc lập khỏi sự ảnh hưởng của Bà Công tước và Conroy, gây ra những lục đục trong gia đình. Bà Công tước nỗ lực sa thải Lehzen nhưng bất thành vì Lehzen có sự ủng hộ của những người bác của Victoria. Nữ Nam tước đã sớm thay thế tất cả những người khác trong mắt Nữ vương tương lai, thậm chí bà còn được Nữ vương tin tưởng hơn cả mẹ mình.
Khi Victoria trở thành Nữ vương vào năm 1837, Lehzen phụng sự với tư cách thư ký riêng không chính thức, được sống ở những căn hộ liền kề Victoria của Anh. Cuộc hôn nhân của Nữ vương với Albrercht xứ Sachsen-Coburg và Gotha năm 1840 đã dẫn đến những thay đổi đáng kể trong triều. Albert và Lehzen không ưa lẫn nhau và sau một trận ốm của Vương nữ Victoria vào năm 1841, Lehzen bị cách chức. Mối quan hệ thân thiết của bà với Nữ vương đến đây chấm dứt, mặc dù hai người vẫn tiếp tục trao đổi với nhau qua thư từ. Lehzen trải qua những năm cuối đời ở Hanover với khoản trợ cấp hào phóng từ triều đình và qua đời vào năm 1870. Bà có ảnh hưởng lớn đến nhân cách của Victoria và là người đã mang đến cho Nữ vương sức mạnh ý chí để trưởng thành qua quãng thời gian khắc nghiệt thời thơ ấu cũng như giai đoạn đầu trị vì của Victoria với vai trò Quốc chủ.

## Thân thế
Johanna Clara Louise Lehzen chào đời tại Vương quốc Hannover vào ngày 3 tháng 10 năm 1784, là con út trong số mười người con của mục sư Luther Joachim Friedrich Lehzen và vợ Melusine Palm. Do hoàn cảnh khó khăn, bà phải làm việc để kiếm sống từ khi còn nhỏ, Lehzen được thuê làm việc cho một gia đình quý tộc người Đức von Marenholtz. Công việc bà là chăm sóc cho ba cô con gái của gia chủ và nhận được những phản hồi tích cực.
Nhờ những phản hồi tốt đó mà Lehzen được nhận vào làm việc cho Bà Công tước xứ Kent vào tháng 12 năm 1819. Bà làm nhũ mẫu cho Princess Feodora xứ Leiningen khi ấy mới 12 tuổi, con gái của Bà Công tước từ cuộc hôn nhân đầu tiên. Bà Công tước kết hôn với Vương tử Edward Augustus, Công tước xứ Kent và Strathearn, lúc bấy giờ là người thứ tư trong hàng kế vị ngai vàng Anh. Lehzen cùng gia đình Bà Công tước xứ Kent trở về Anh vào năm 1817 để con của Bà Công tước có thể được sinh ra ở đó nhằm củng cố quyền lên ngôi của đứa trẻ. Đó là một đứa bé gái, được đặt tên là Alexandrina Victoria theo tên mẹ và cha đỡ đầu của đứa trẻ, Aleksandr I của Nga.

## Giáo sư của Nữ vương
Công tước xứ Kent qua đời đột ngột vào năm 1820, sau đó là cha ông, Quốc vương George III. Bác của Victoria, Nhiếp chính vương tử, lên ngôi trở thành George IV. Victoria lúc bấy giờ đứng thứ ba trong hàng kế vị ngai vàng, sau hai người bác là Công tước xứ York và Công tước xứ Clarence, cả hai đều đã qua tuổi trung niên và đều không có người thừa kế hợp pháp. Victoria được xem là "người thừa kế cuối cùng" và vì vậy phải nhận nền giáo dục tương ứng. Princess Feodora bấy giờ đã 14 tuổi và không còn cần nhũ mẫu hầu hạ nữa. Năm 1824, sau khi nhũ mẫu Brock bị sa thải, Lehzen được cho phép chăm sóc Victoria. Bà Công tước và John Conroy chọn Lehzen không chỉ vì bà là người Đức mà còn vì họ cho rằng bà có lẽ sẽ không làm điều gì trái ý muốn của họ.
Nhà sử học Christopher Hibbert mô tả Lehzen là "một người đàn bà quý phái, dù có mũi và cằm nhọn, thông minh, tình cảm, không đùa cợt." Mặc dù lúc đầu, Victoria sợ phong thái cư xử nghiêm khắc của Lehzen, nhưng "Lehzen tốt bụng thân thương" đã sớm chiếm được một vị trí quan trọng trong trái tim của Victoria, thay thế những người khác, kể cả mẹ của bà, Bà Công tước xứ Kent. Lehzen khuyên Victoria đừng tin tưởng mẹ và bạn bè của mẹ mình và tập cho cô nương nhỏ ấy tính độc lập. Vị nhũ mẫu này không quan tâm đến lương bổng, không có tham vọng cho bản thân, thay vào đó bà dành toàn thời gian và tâm trí của mình cho Victoria.
Victoria gọi Lehzen là "mẹ" và "hoa cúc thân yêu nhất" khi hai người ở những nơi riêng tư, bà mô tả Lehzen là "người bạn đáng mến, chân thành, gắn bó và vô tư nhất mà ta từng có". Là một phần của hệ thống Kensington được Conroy sắp đặt, kể từ sau năm 1824, Victoria luôn được Lehzen tháp tùng mọi thời điểm trong ngày; do đó, Lehzen không được phép rời mắt khỏi Victoria trừ ban đêm, và bà được yêu cầu phải nắm tay Victoria khi cô bé bước xuống cầu thang.

### Nữ Nam tước Lehzen
Năm 1827, Công tước xứ York qua đời, Công tước xứ Clarence nhờ đó trở thành người thừa kế và Victoria xếp thứ hai trong hàng kế vị. Quốc vương George IV bày tỏ hoài nghi liệu Lehzen có phải ứng cử viên phù hợp để nuôi nấng Victoria. Mặt khác, Bà Công tước xứ Kent và Conroy đã thuyết phục nhà vua phong tước vị cho họ (Conroy và Lehzen), để Victoria không bị mang danh nghĩa được chăm sóc bởi thường dân. Lehzen nhờ đó được trở thành một Nữ Nam tước của Vương quốc Hannover. George IV băng hà vào năm 1830 và em trai ông, Công tước xứ Clarence kế vị, tức William IV. Nhà vua chính thức công nhận Victoria là người thừa kế của mình. Theo Lehzen, vào khoảng thời gian này đã xảy ra một sự việc nổi tiếng: Lehzen đã nhét một bản sao gia phả nhà Hannover vào một trong những cuốn sách học của Victoria. Sau khi xem một thời gian, Victoria nhận ra rằng cha bà từng xếp vị trí kế thừa ngay sau đương kim Quốc vương, và Vương hậu Adelheid không có người con nào còn sống. Đây là lần đầu tiên Victoria nhận ra định mệnh đã được nhiều người thừa nhận kể từ khi mình chào đời, rằng bà sẽ là vị quân chủ tương lai. Sau khi ngừng lại chốc lát, bà được cho rằng đã nói "Ta sẽ tốt thôi." Câu chuyện này đã trở thành một truyền thuyết và được lưu truyền trong dân gian qua nhiều thế hệ sau đó.

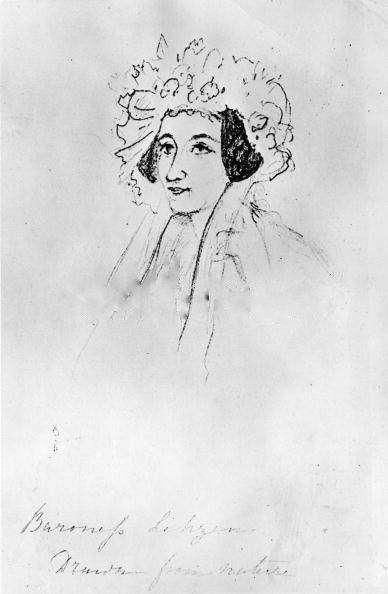
Bức họa Nữ Nam tước Louise Lehzen do chính Victoria vẽ trước khi bà lên ngôi vào năm 1837.

Quốc vương William đã phân phó một người bạn của ông, Charlotte, Bà Công tước xứ Northumberland, làm giáo sư chính thức của Victoria vào năm 1831, nhưng vai trò của Charlotte chủ yếu mang tính nghi lễ, và Victoria tiếp tục phụ thuộc vào Lehzen. Bà Công tước xứ Northumberland sau đó bị sa thải vào năm 1837 bởi Bà Công tước xứ Kent vì tham vọng gây ảnh hưởng hơn qua việc giáo dục Victoria. Trong thời gian này, Lehzen không giữ vị trí chính thức nào trong triều đình, mặc dù đã có tước vị quý tộc, địa vị thường dân của bà vẫn tiếp tục là một trở ngại.

### Giáo dưỡng Victoria
Mong muốn của Bà Công tước xứ Kent và Conroy nhằm khiến Victoria phụ thuộc hoàn toàn vào họ đã bị phá vỡ bởi Lehzen, người muốn Victoria trở thành một người phụ nữ mạnh mẽ và thông tuệ. Khi Victoria dần trưởng thành, Bà Công tước và Conroy làm mọi cách nhằm sa thải Lehzen, hoặc ít nhất là làm giảm sức ảnh hưởng của bà lên Nữ vương tương lai. Tuy nhiên những kế hoạch của họ đều bất thành khi Victoria trở nên hết lòng với Lehzen hơn bao giờ hết, điều này được bà ghi nhận trong cuốn nhật ký của mình. Người bạn thực sự duy nhất của Lehzen, Nữ Nam tước Spath, đã bất ngờ bị Conroy sa thải vào năm 1828; có nhiều tin đồn cho rằng Nữ Nam tước Spath đã bắt quả tang "những cử chỉ thân mật" giữa ông ta và Bà Công tước. Những người trong triều suy đoán rằng Lehzen sẽ là người tiếp theo phải ra đi, nhưng bà vẫn giữ im lặng về vấn đề này và giữ vững vị trí của mình.
Năm 1835, Bà Công tước xứ Kent viết một lá thư cho con gái mình yêu cầu Victoria giữ mối quan hệ đúng theo quy củ và hạn chế thân mật quá với Lehzen. Cùng năm đó (khi Victoria tròn mười sáu tuổi), âm mưu sa thải Lehzen bị thất bại sau khi bà tận tâm săn sóc cho Victoria qua một trận ốm kéo dài 5 tuần. Lehzen đã giúp đỡ Victoria mềm yếu trong việc khước từ ký vào một văn thư do Conroy và Bà Công tước chuẩn bị cho bà khi bà trở thành Nữ vương. Trong suốt giai đoạn làm giáo sư cho Victoria, Lehzen nhận được sự hỗ trợ của George IV, William IV và Leopold I của Bỉ (chồng cũ của Princess Charlotte xứ Wales), những người này đều tin rằng Lehzen có vai trò hệ trọng đối với sức khỏe, hạnh phúc của Victoria và chống lại ảnh hưởng của Conroy.
Nền giáo dục mà Victoria nhận được từ Lehzen tuy thô sơ nhưng mang tính hàn lâm. Trái ngược với thái độ của số đông người lúc bấy giờ, Lehzen, Tiến sĩ George Davys và một số người khác đã khuyến khích Victoria học hỏi để tiếp thu kiến thức. Davys được giao phụ trách "dạy Victoria các môn học hàn lâm", trong khi Lehzen tập trung dạy bà những kĩ năng xã hội, chẳng hạn như khiêu vũ. Được hưởng một "nền giáo dục khai sáng", Victoria học nói tiếng Pháp, tiếng Đức, tiếng Latin và tiếng Anh, bà thích lịch sử và được dạy các môn về kinh tế, địa lý, toán học, chính trị, nghệ thuật và âm nhạc. Lehzen rất nghiêm khắc, nhưng bà thưởng cho Victoria khi cô bé vâng lời. Theo nguyên tắc giáo dục lúc bấy giờ, Lehzen rất ít hoặc gần như không sử dụng các hình phạt thể xác, ít nhất là không có bất kỳ tài liệu nào ghi chép về việc này.

## Ảnh hưởng tại triều đình
Khi Victoria lên ngôi vào năm 1837, Lehzen có được một vị trí ngồi nổi bật tại lễ đăng quang và tiếp tục ở lại triều đình. Theo thỉnh cầu của Lehzen, bà không được phong chức vụ chính thức nào nhưng chấp thuận chức danh mới: Quản gia. Bà được sắp xếp làm việc tại Cung điện Buckingham như một thư ký riêng không chính thức, chịu trách nhiệm nối liên lạc giữa các dinh thự của vương thất và nắm giữ các chìa khóa trong cung điện như một dấu hiệu biểu thị vị trí của bà, mọi công việc chi trả trong triều luôn cần có chữ ký của Lehzen. Thời điểm bấy giờ, Lehzen gần như đã thay thế hoàn toàn mẹ của Victoria cả về thế lực lẫn tình cảm, Các căn hộ của Lehzen liền kề với Nữ vương, trong khi Bà Công tước xứ Kent được phân bổ đến sống ở một dãy phòng cách xa Victoria. Trong vài năm đầu triều đại Victoria, đặc biệt trước khi Victoria kết hôn với Prince Albrecht vào năm 1840, Lehzen có ảnh hưởng rất lớn đến quan điểm chính trị và các vấn đề riêng tư của Nữ vương, mặc dù trên thực tế bà không công khai liên quan đến các vấn đề của triều đình. Ngay cả sau khi Nữ vương kết hôn, Lehzen vẫn tiếp tục sử dụng lối đi riêng vào phòng ngủ của hai vợ chồng, điều này gây nên sự bất mãn cho người chồng của Victoria, Prince Albrecht.

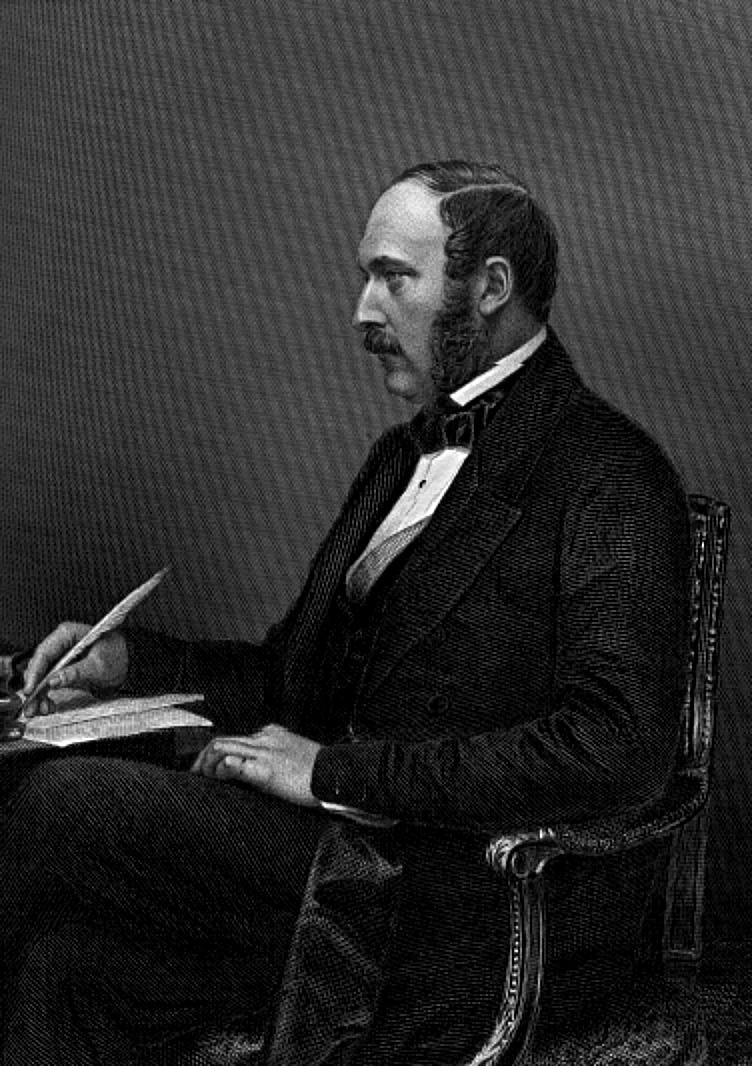
Sự xuất hiện của Prince Albrecht đã gây ra nhiều xáo trộn cho vị trí của Lehzen và cuối cùng đã đẩy bà ra khỏi triều đình.

### Bị Prince Albert thay thế
Sự xuất hiện của Prince Albert dẫn đến những thay đổi đáng kể trong gia đình của Victoria. Lehzen phản đối quyết định của Conroy về việc cho Victoria kết hôn với Albert, bà mong muốn Victoria trở thành "một Nữ vương Elizabeth thứ hai, đồng trinh và không phụ thuộc vào đàn ông." Prince Albert được giáo dục tương đối tốt và vừa hoàn thành một chuyến Đại hành trình trước vài năm tại Đại học Bonn. Triều đình của Victoria đã làm khiếp đảm tính nhạy cảm vốn có của người Đức. Lehzen và Albert sớm sinh lòng đố kỵ lẫn nhau, bà thường cản trở ý định của Albert trong việc điều hành cung điện. Trong khi đó, Albert nhìn nhận Lehzen "kinh tởm" và không xứng giao thiệp với Nữ vương, ông công khai gọi Nữ Nam tước là "kẻ hèn nhát" và là một "kẻ mưu mô ngu ngốc điên loạn".
Khi con đầu lòng của Victoria của Anh, Vương nữ Victoria chào đời, Nữ vương đã tin tưởng giao cho Lehzen phận sự sắp xếp người trông nom Vương nữ. Lehzen giao việc này cho một số nhân viên, trong đó có Ngài James Clark, bất chấp sự phản đối của Albert. Prince Albert cho rằng vị bác sĩ này hoàn toàn không phù hợp với vị trí bởi ông đã bị mất uy tín trong mối quan hệ tình cảm với Lady Flora Hastings một năm trước đó. Tới khi Vương nữ Victoria được mười bốn tháng tuổi, Vương nữ ngã bệnh, mất cảm giác thèm ăn, da dẻ bị xanh xao và có dấu hiệu sốt. Bác sĩ Clark nói đó chỉ là bệnh nhẹ và chỉ định cho Vương nữ uống "calomel", một loại thuốc có thủy ngân và laudanum. Trên thực tế, khả năng cao Vương nữ Victoria đã sớm phát triển nhận thức và chỉ đơn giản là thể hiện sự hoảng sợ trước những thay đổi trong phòng trẻ, sau đó lại có thêm sự xuất hiện của em trai. Albert, một người cha thương con, đã đối chất với Victoria về sự vô dụng của các nhân viên được Lehzen lựa chọn. Giữa hai người đã xảy ra một cuộc cãi vã, sau đó Albert tuyên bố rằng ông sẽ giao lại chuyện này vào tay "Nữ vương của ông" và đặt nó lên lương tâm của bà trong trường hợp đứa trẻ yểu mệnh.
Không lâu sau cuộc cãi vã này, Victoria đã thừa nhận với chồng rằng bà không muốn thấy ông không vui. Tuy nhiên bà vẫn cố gắng nêu ra quan điểm cá nhân để bảo vệ Lehzen, bà mô tả Lehzen là một người đàn bà chân thành vị tha, xứng đáng với vị trí trước đây của mình. Nhưng trước sự kiên quyết của Albert, Victoria đã cho sa thải Lehzen với lý do sức khỏe của bà ấy. Trong mắt Albert, Lehzen là một người hầu luôn cố vượt quá phận sự của mình, và ông muốn Nữ vương chỉ phụ thuộc vào duy nhất một mình ông.
Lehzen chấp nhận cái cớ sức khỏe suy yếu và đồng ý rời đi. Vài ngày trước khi đi, bà đã chỉ dạy lại một số công việc của mình cho Marianne Skerrett, một trong những người thay đồ cho Victoria của Anh và trả lại chìa khóa cho Nữ vương. Lehzen rời cung vào ngày 30 tháng 9 năm 1842, bà để lại một tờ ghi chú thay vì nói chuyện trực tiếp với Victoria, với niềm tin rằng như vậy sẽ đỡ đau lòng hơn. Nữ vương thời gian đầu không quen với sự vắng mặt của Lehzen, bởi "Giáo sư Lehzen" đã ở bên bà suốt 23 năm trời từ khi bà được sinh ra. Bà nói: "Ta rất đau lòng... sáng nay thức giấc và nhớ rằng bà ấy đã thực sự ra đi".
Thông tin về sự ra đi của Lehzen lan rộng khắp triều đình và một số nơi khác. Các tin đồn xuất hiện với nhiều nguyên nhân khác nhau. Người giữ sổ sách trong triều, Ngài Charles Greville, viết rằng bà ấy đã rời đi "vì sức khỏe của mình (như bà ấy đã nói), để nghỉ ngơi trong khoảng năm hoặc sáu tháng, nhưng bà ấy đã không bao giờ trở lại." Tuy nhiên, tờ báo The Times cho biết bà chỉ đơn giản là đi thăm bạn bè ở Đức. Sau khi ra đi, cố vấn Baron Stockmar đánh giá về vụ việc này như sau:
"Ngài Vương tế đã thành công trong việc gạt [Lehzen] ra. Bà ta đã đủ ngu ngốc để đấu với thế lực của ông ấy, và còn không tuân theo sự thay đổi vị thế của mình... Nếu bà ta đã làm như vậy, và hòa giải với [Vương tế], bà ta đã có thể ở lại Cung điện đến cuối đời." 

## Qua đời
Khi Lehzen bị đuổi khỏi triều đình, bà trở về cố hương Đức và sống ở Bückeburg. Bà sống cùng chị gái bằng số tiền trợ cấp rộng lượng do Victoria ban cho, khoản tiền hàng năm là 800 bảng. Bà gắn đầy trên các bức tường của ngôi nhà mình bằng các bức chân dung của Nữ vương. Chị gái bà qua đời vài tháng sau đó, Nữ Nam tước vẫn tiếp tục hỗ trợ tài chính cho nhiều đứa cháu họ của mình. Lehzen tiếp tục dành cho Victoria nhiều tình cảm, Nữ vương thường xuyên viết thư cho cựu Giáo sư của mình, ban đầu mỗi tuần và sau đó mỗi tháng theo thỉnh cầu của Lehzen. Khi có dịp đến thăm họ hàng ở Đức, Nữ vương đã đến thăm riêng Lehzen hai lần. Nữ Nam tước Lehzen qua đời tại Bückeburg vào ngày 9 tháng 9 năm 1870, bà được an táng tại nghĩa trang Jetenburger. Victoria của Anh đã ra lệnh dựng cho bà một đài tưởng niệm. Sau cái chết của Lehzen, Nữ vương đã thổ lộ lòng biết ơn đối về mối quan hệ của họ, nhưng nói rằng: "Sau khi ta thượng vị, bà ấy đã phải nỗ lực hơn, đặc biệt sau khi ta kết hôn... [Đó không phải] bắt nguồn từ chủ ý xấu xa nào, chỉ là một ý niệm sai lầm về nghĩa vụ và tình cảm dành cho ta."
Trong thời gian ở tại triều đình, Lehzen thu hút sự chú ý từ bên ngoài vì mối quan hệ thân thiết với Victoria của Anh. Bà bị chỉ trích vì sự ảnh hưởng của mình lên Nữ vương, đặc biệt là từ những người không thích sự có mặt của Đức tại triều đình. Một số sách tuyên truyền của đảng Tory than phiền về việc có "người lạ ẩn náu ở nước ta" và "những cố vấn độc ác" xung quanh Victoria. Một ấn phẩm đặc biệt được xuất bản như một văn thư dự đoán về Nữ Nam tước Lehzen, trong đó nói rằng "một người đàn bà ngoại quốc nào đó đã giật dây cho một âm mưu hiểm độc mà Lady Flora là nạn nhân đầu tiên", nhằm ám chỉ đến vụ ngoại tình của Flora Hastings. Do ít nhiều ảnh hưởng đến chính trị, vào năm 1838, có một số tin đồn sai lệch cho rằng Lehzen đã "được cải" sang đảng Whig và bà được đề nghị "một hôn sự cấp bách" bởi Thủ tướng Whig Viscount Melbourne. Bất chấp tất cả những lời chỉ trích, nhà sử học Gillian Gill nêu lên sự thanh liêm giản dị của Lehzen ngay cả sau khi Victoria lên ngôi, bà gần như không đòi hỏi gì về tiền bạc hay địa vị, thay vào đó chỉ muốn được chung sống cùng Nữ vương.
Nhà sử học K. D. Reynold nói thêm rằng Lehzen là người có ảnh hưởng lớn đến tính cách và sự phát triển tinh thần của Victoria, đặc biệt là đã mang đến cho Nữ vương sức mạnh ý chí để trưởng thành qua thời thơ ấu và giai đoạn đầu trị vì. Tuy nhiên, không phải tất cả những ảnh hưởng của bà đều tích cực; Reynold cũng suy đoán rằng cuộc khủng hoảng Bedchamber năm 1839 xuất phát một phần từ việc Victoria không muốn mất đi Lehzen.